# Nekrolog 1811
Nekrolog
◄◄
| ◄
| 1807
| 1808
| 1809
| 1810
| 1811 | 1812 | 1813 | 1814 | 1815 | ► | ►►
Weitere Ereignisse | Allgemeiner Nekrolog 1811
Die Beschreibung der verstorbenen Person sollte so kurz wie möglich gehalten sein und nur deren signifikante Tätigkeit(en) enthalten.
Neue Namen ggf. auch unter dem Geburts- und Sterbedatum, also etwa unter 1. Januar und im Geburts- und Sterbejahr (2024) eintragen (nur bei entsprechender großer Wichtigkeit). Für Beispiele siehe die schon vorhandenen Artikel.
Außerdem über die fünf zuletzt Verstorbenen, zu denen es einen ausreichend guten Artikel für eine Präsentation auf der Hauptseite gibt, nach der todesbedingten Überarbeitung der Artikel ggf. auch unter Wikipedia Diskussion:Hauptseite informieren und sie am besten auch in den anderen Wikipedia-Sprachversionen eintragen. Tipp: Regelmäßig bei news.google.de nach „ist tot“, „gestorben“ oder „verstorben“ suchen.
Wenn eine Person gestorben ist, gibt es viele Seiten zu dieser Person in der Wikipedia, die davon auch betroffen sind und entsprechend aktualisiert werden müssen. Beispiele: Namenübersichtsseite, Geburtsjahr, Geburtsort-Seiten und viele mehr.
Wie finde ich die betroffenen Seiten?
Im Suchfeld auf der linken Seite gibt man den Suchbegriff so ein: „Vorname Nachname“. Dann klickt man auf Volltext und alle Seiten mit entsprechendem Suchtext werden aufgerufen. Hier sieht man dann schnell, wo auch das Todesjahr Sinn macht oder sogar ein Teil des Artikels angepasst werden muss. Auch hilft das „Werkzeug“ auf der linken Seite sehr gut, um solche Seiten aufzufinden: „Links auf diese Seite“. Somit ist die Wikipedia wieder aktuell in allen Bereichen! Hinweis: bei Eintragung der Kategorie „Gestorben JAHR“ wird der Missbrauchsfilter 49 ausgelöst, was jedoch nicht schlimm ist. Siehe: Spezial:Missbrauchsfilter/49
Dies ist eine Liste von im Jahr 1811 verstorbenen bekannten Persönlichkeiten. Die Einträge erfolgen innerhalb der einzelnen Daten alphabetisch sortiert. Tiere sind im Nekrolog für Tiere zu finden.

## Januar
| Tag        | Name                              | Beruf, bekannt als                                                                                              | Alter | Beleg |
| ---------- | --------------------------------- | --- | ----- | ----- |
| 1. Januar  | Johann Braun                      | deutscher Violinist und Komponist                                                                               | 57    |       |
| 1. Januar  | Franziska von Hohenheim           | morganatische zweite Ehefrau Herzog Carl Eugens von Württemberg                                                 | 62    |       |
| 2. Januar  | Thomas Rodney                     | US-amerikanischer Jurist und Politiker                                                                          | 66    |       |
| 7. Januar  | Jacob Otto von Wobeser            | preußischer Kammerdirektor und Landrat                                                                          | 72    |       |
| 8. Januar  | Francis Bourgeois                 | englischer Maler und Kunsthändler                                                                               | 54    |       |
| 8. Januar  | Friedrich Nicolai                 | deutscher Verleger und Schriftsteller                                                                           | 77    |       |
| 10. Januar | Marie-Joseph Chénier              | französischer Dichter, Poet und Dramatiker                                                                      | 46    |       |
| 11. Januar | Johann Christian Stark der Ältere | deutscher Gynäkologe, Psychiater und Hochschullehrer                                                            | 57    |       |
| 12. Januar | Karl Adolph Caesar                | deutscher Philosoph                                                                                             | 66    |       |
| 13. Januar | Benjamin Gotthold Siewert         | deutscher Kapellmeister und Komponist                                                                           | 67    |       |
| 16. Januar | Eugen von Hirschfeld              | deutscher Offizier und Freiheitskämpfer                                                                         | 26    |       |
| 21. Januar | Jean-François Chalgrin            | französischer Architekt                                                                                         |       |       |
| 23. Januar | Leonardo Antonelli                | italienischer Kardinal der katholischen Kirche                                                                  | 80    |       |
| 23. Januar | Pedro Caro y Sureda de la Romana  | spanischer General                                                                                              | 49    |       |
| 26. Januar | Christoph Georg Ludwig Meister    | deutscher reformierter Geistlicher, Theologe und Kirchenlieddichter                                             | 72    |       |
| 26. Januar | Johann Thomas Ludwig Wehrs        | deutscher Theologe                                                                                              | 59    |       |
| 27. Januar | Johann Friedrich von Bardenfleth  | dänischer Generalmajor                                                                                          | 70    |       |
| 27. Januar | Friedrich Gottlieb Canzler        | deutscher Nationalökonom, Historiker und Geograph                                                               | 46    |       |
| 27. Januar | Thomas Jamison                    | britischer Arzt in New South Wales                                                                              |       |       |
| 29. Januar | Karl Dietrich Wehrt               | Theologe deutschbaltischer Herkunft                                                                             | 63    |       |
| 31. Januar | Hanns Moritz von Brühl            | sächsischer Adliger und Rittergutsbesitzer, Übersetzer und Zeichner, später preußischer Intendant der Chausseen |       |       |

## Februar
| Tag         | Name                                    | Beruf, bekannt als                                                                                           | Alter | Beleg |
| ----------- | --------------------------------------- | --- | ----- | ----- |
| 1. Februar  | Frédéric Marizy                         | französischer General der Kavallerie                                                                         | 45    |       |
| 3. Februar  | Johann Beckmann                         | deutscher Ökonom, Landwirt, Technologe und Hochschullehrer                                                   | 71    |       |
| 5. Februar  | Eliza Parsons                           | englische Schriftstellerin                                                                                   |       |       |
| 6. Februar  | Samuel McIntire                         | US-amerikanischer Architekt und Bildhauer                                                                    | 54    |       |
| 7. Februar  | Karl Friedrich Erhard von Legat         | preußischer Generalleutnant im Ingenieurskorps                                                               | 75    |       |
| 8. Februar  | Friedrich Leopold von Ruits             | preußischer Generalleutnant                                                                                  | 74    |       |
| 9. Februar  | Joseph Marsh                            | US-amerikanischer Militär und Staatsmann                                                                     | 85    |       |
| 9. Februar  | Nevil Maskelyne                         | britischer Mathematiker und Astronom                                                                         | 78    |       |
| 11. Februar | Christian Albrecht von Kielmannsegg     | deutscher Jurist, Jugendfreund Goethes und Präsident des Hof- und Landgerichts für das Herzogtum Mecklenburg | 62    |       |
| 13. Februar | Joseph Eggleston                        | US-amerikanischer Politiker                                                                                  | 56    |       |
| 13. Februar | João Baptista Vieira Godinho            | portugiesischer Gouverneur von Portugiesisch-Timor                                                           |       |       |
| 13. Februar | Emanuel Gottlieb Licht                  | deutscher Deichhauptmann                                                                                     | 68    |       |
| 13. Februar | Francesco Maria Locatelli               | italienischer römisch-katholischer Geistlicher, Bischof von Spoleto und Kardinal                             | 83    |       |
| 18. Februar | Johann Gottlieb von Brodowsky           | königlich preußischer Generalmajor und zuletzt Platzmajor in Warschau                                        | 64    |       |
| 18. Februar | Pierre-Frédéric Larguier des Bancels    | französisch-schweizerischer Kaufmann, Sklavenhändler und Plantagenbesitzer                                   | 72    |       |
| 18. Februar | Carl Peter von Tresckow                 | preußischer Generalmajor, Chef des Infanterieregiments Nr. 17                                                | 68    |       |
| 20. Februar | Adolf Gottlieb von Eyben                | deutscher Jurist und Diplomat                                                                                | 69    |       |
| 20. Februar | Friedrich Christian Meuschen            | deutscher Malakologe und Diplomat                                                                            | 91    |       |
| 20. Februar | Johann Carl Friedrich Meyer             | deutscher Apotheker und Chemiker                                                                             | 71    |       |
| 24. Februar | Johann Georg Hermann Voigt              | deutscher Organist und Komponist                                                                             | 41    |       |
| 25. Februar | Anton Konrad Friedrich Ahrens           | Mitarbeiter am herzoglich-braunschweigischen Kunst- und Naturalienkabinett                                   | 63    |       |
| 25. Februar | Andreas Merian-Iselin                   | Schweizer Politiker                                                                                          | 68    |       |
| 26. Februar | Mateo de Toro Zambrano y Ureta          | Gouverneur von Chile und Präsident der Ersten Regierungsjunta                                                | 83    |       |
| 27. Februar | Andreas Bratt                           | schwedischer Mathematiker und Astronom                                                                       |       |       |
| 27. Februar | Joseph Leitgeb                          | österreichischer Hornist                                                                                     | 78    |       |
| 28. Februar | Samuel Moritz von Prittwitz und Gaffron | preußischer Landrat                                                                                          | 57    |       |

## März
| Tag      | Name                                      | Beruf, bekannt als                                                                   | Alter | Beleg |
| -------- | ----------------------------------------- | ------------------------------------------------------------------------------------ | ----- | ----- |
| 1. März  | Jakob Christoph Scherb                    | Schweizer Politiker                                                                  | 74    |       |
| 3. März  | Friedrich Heinrich Wiggers                | deutscher Botaniker und Arzt                                                         | 64    |       |
| 4. März  | Gilles-Louis Chrétien                     | Erfinder des Physionotrace                                                           | 57    |       |
| 4. März  | Mariano Moreno                            | argentinischer Rechtsanwalt und Politiker                                            | 32    |       |
| 6. März  | Karl Ludwig von Hintzenstern              | schwedischer Generalmajor                                                            |       |       |
| 6. März  | Francisco Javier de Lizana y Beaumont     | Erzbischof von Mexiko und Vizekönig von Neuspanien                                   |       |       |
| 6. März  | Ernst Christoph Steinhäußer               | Bürgermeister von Durlach und Wardein                                                |       |       |
| 6. März  | Dimitrios Varouchas                       | griechischer Freiheitskämpfer                                                        |       |       |
| 7. März  | Juraj Fándly                              | slowakischer Schriftsteller und Priester                                             | 60    |       |
| 7. März  | Johann Friedrich Schmid                   | deutscher evangelischer Theologe                                                     | 82    |       |
| 8. März  | Wilhelm Friedrich Schenck von Flechtingen | preußischer Generalleutnant                                                          | 80    |       |
| 8. März  | Johanna Luise von Werthern                | deutsche Adlige                                                                      | 59    |       |
| 11. März | Paul Jakob von Feuerlein                  | deutscher Jurist                                                                     | 58    |       |
| 11. März | Georg Ludwig von Oeynhausen               | kurfürstlich braunschweig-lüneburgischer Generalleutnant                             | 76    |       |
| 13. März | Wolfgang-Charles de Gingins               | Schweizer Staatsmann                                                                 | 83    |       |
| 13. März | Franz Paul von Herbert                    | österreichischer Kunstmäzen                                                          | 51    |       |
| 14. März | Augustus FitzRoy, 3. Duke of Grafton      | britischer Politiker, Premierminister (1768–1770)                                    | 75    |       |
| 17. März | Josef Marberger                           | Tiroler Freiheitskämpfer und Rechtspfleger                                           | 33    |       |
| 19. März | Antoine-Éléonor-Léon Le Clerc de Juigné   | französischer römisch-katholischer Bischof und Erzbischof                            | 82    |       |
| 19. März | František Adam Míča                       | tschechischer Komponist                                                              | 65    |       |
| 20. März | Charles Erskine of Kellie                 | italienisch-schottischer Kurienkardinal                                              | 72    |       |
| 22. März | Robert Marion                             | US-amerikanischer Politiker                                                          |       |       |
| 24. März | Karl Friedrich von Brüsewitz              | preußischer Kavallerieoffizier, zuletzt Regimentschef und Generalleutnant            | 72    |       |
| 24. März | Albrecht Christoph Kayser                 | Bibliothekar am Hof von Thurn und Taxis in Regensburg, Schriftsteller und Historiker | 54    |       |
| 26. März | Jan Frederik van Beeck Calkoen            | niederländischer Mathematiker, Astronom und Hochschullehrer                          | 39    |       |
| 29. März | Philipp Albrecht Christfels               | deutscher Pfarrer                                                                    | 78    |       |
| 31. März | Christoph Städele                         | deutscher Hutmacher und Dichter                                                      | 66    |       |

## April
| Tag       | Name                                 | Beruf, bekannt als                                                | Alter | Beleg |
| --------- | ------------------------------------ | ----------------------------------------------------------------- | ----- | ----- |
| 1. April  | Johann Georg von Anhalt-Dessau       | Prinz von Anhalt-Dessau, General                                  | 63    |       |
| 2. April  | Tomás de Figueroa                    | spanischer Offizier, royalistischer Putschist in Chile            |       |       |
| 3. April  | Pieter Jozef Verhaghen               | flämischer Maler                                                  | 83    |       |
| 4. April  | Johann Caspar Häfeli                 | Schweizer Theologe und Lehrer                                     | 56    |       |
| 5. April  | Robert Raikes                        | englischer Sozialreformer                                         | 75    |       |
| 7. April  | Dositej Obradović                    | serbischer Schriftsteller, Philosoph, Pädagoge und Volksaufklärer |       |       |
| 7. April  | Garsewan Tschawtschawadse            | georgischer Politiker und Diplomat                                | 35    |       |
| 8. April  | José Martínez de Aldunate            | chilenischer Bischof und Mitglied der ersten Regierungsjunta      | 79    |       |
| 8. April  | Christoph Gottlieb von Murr          | deutscher Gelehrter                                               | 77    |       |
| 11. April | Johann Heinrich Albert von Doeberitz | preußischer Generalmajor im Infanterieregiment Nr. 18             | 72    |       |
| 14. April | Heinrich Hermann Freytag             | deutsch-niederländischer Orgelbauer                               | 51    |       |
| 15. April | Caroline Rudolphi                    | deutsche Erzieherin, Dichterin und Schriftstellerin               | 57    |       |
| 17. April | Johann Heinrich Schüle               | deutscher Unternehmer, Kattunfabrikant                            | 90    |       |
| 18. April | Theodor Gustav Harder                | deutscher evangelischer Theologe                                  |       |       |
| 18. April | Louise von Hessen-Darmstadt          | durch Heirat Erbprinzessin von Anhalt-Köthen                      | 32    |       |
| 19. April | Johann Heinrich Christian Erxleben   | deutscher Rechtsgelehrter                                         | 58    |       |
| 19. April | Johann Conrad Fischer                | Schweizer Unternehmer                                             | 89    |       |
| 24. April | Anschel Hertz                        | Obervorsteher der klevisch-märkischen Judenschaft                 |       |       |
| 25. April | Francis Dana                         | US-amerikanischer Jurist und Politiker                            | 67    |       |
| 27. April | Friedrich Theodor Rinck              | deutscher evangelischer Theologe, Philosoph, Hochschullehrer      | 41    |       |
| 27. April | O’Brien Smith                        | US-amerikanischer Politiker                                       |       |       |
| 28. April | Johann Baptist Drechsler             | österreichischer Maler                                            | 55    |       |
| 28. April | Jacques-André Émery                  | französischer Geistlicher, Generalsuperior der Sulpizianer        | 78    |       |
| 30. April | Georg Ludwig von Köller-Banner       | dänischer General und pommerscher Gutsbesitzer                    |       |       |
| 30. April | Iwan Andrejewitsch Ostermann         | russischer Diplomat, Staatsmann und Reichsvizekanzler             | 85    |       |
| April     | Isaac Cruikshank                     | schottischer Karikaturist und Aquarellmaler                       | 46    |       |
| April     | Barbara Ployer                       | österreichische Pianistin                                         | 45    |       |

## Mai
| Tag     | Name                                   | Beruf, bekannt als                                             | Alter | Beleg |
| ------- | -------------------------------------- | -------------------------------------------------------------- | ----- | ----- |
| 1. Mai  | Philip Pell                            | US-amerikanischer Politiker                                    | 57    |       |
| 3. Mai  | John Fraser                            | schottischer Baumschuler                                       |       |       |
| 3. Mai  | Johann Jakob von Patkul                | estländischer Gouvernements-Adelsmarschall                     | 53    |       |
| 4. Mai  | Heinrich Gottfried Bauer               | deutscher Rechtswissenschaftler                                | 77    |       |
| 5. Mai  | Robert Mylne                           | schottischer Architekt und Bauingenieur                        |       |       |
| 5. Mai  | Hans Jacob Rieter                      | Schweizer Unternehmer und Mordopfer                            |       |       |
| 7. Mai  | Richard Cumberland                     | englischer Dramatiker und Verwaltungsbeamter                   | 79    |       |
| 15. Mai | François-Amable Ruffin                 | französischer General der Infanterie                           | 39    |       |
| 16. Mai | Johann Karl Leopold von Larisch        | preußischer Generalleutnant                                    | 77    |       |
| 16. Mai | François Jean Werlé                    | Brigadegeneral                                                 | 47    |       |
| 19. Mai | Ernst Ahasverus Heinrich von Lehndorff | königlich-preußischer Kammerherr und Landhofmeister in Preußen | 84    |       |
| 27. Mai | Jean-Baptiste Salme                    | französischer Divisionsgeneral                                 | 44    |       |
| 28. Mai | Henry Dundas, 1. Viscount Melville     | schottischer Staatsmann und Jurist                             | 69    |       |
| 28. Mai | Franz Pompejus                         | deutscher Buchdrucker und Verleger                             |       |       |

## Juni
| Tag      | Name                                 | Beruf, bekannt als                                                                                | Alter | Beleg |
| -------- | ------------------------------------ | ------------------------------------------------------------------------------------------------- | ----- | ----- |
| 4. Juni  | Antoine Louis François de Béziade    | französischer Edelmann                                                                            | 52    |       |
| 4. Juni  | Wilhelm von Klebeck                  | Feldzeugmeister, Kommandeur des Maria-Theresia-Ordens und Inhaber des Infanterie-Regiments Nr. 14 |       |       |
| 5. Juni  | Louis Montoyer                       | österreichischer Architekt                                                                        |       |       |
| 7. Juni  | Georg Ludwig Spalding                | deutscher Philologe                                                                               | 49    |       |
| 9. Juni  | Johann Georg Hartmann                | württembergischer Kameralist                                                                      | 80    |       |
| 10. Juni | Karl Friedrich                       | Markgraf von Baden; Kurfürst von Baden; Großherzog von Baden                                      | 82    |       |
| 15. Juni | Joseph Esménard                      | französischer Schriftsteller, Politiker, Librettist und Mitglied der Académie française           |       |       |
| 19. Juni | Samuel Chase                         | Richter und Unterzeichner der Unabhängigkeitserklärung der Vereinigten Staaten                    | 70    |       |
| 21. Juni | Johann Georg Friedrich von Einsiedel | sächsischer Staatsmann                                                                            | 80    |       |
| 23. Juni | Nicolau Tolentino de Almeida         | portugiesischer Lyriker, Satiriker des Spätbarock                                                 | 70    |       |
| 23. Juni | Johann Matthias Korabinsky           | Lehrer, Topograph und Schriftsteller                                                              | 71    |       |
| 23. Juni | Jean-André Valletaux                 | französischer Brigadegeneral                                                                      | 37    |       |
| 24. Juni | Phillips White                       | US-amerikanischer Politiker                                                                       | 81    |       |
| 26. Juni | Juan Aldama                          | mexikanischer Aufständischer und Revolutionär                                                     | 37    |       |
| 26. Juni | Ignacio Allende                      | mexikanischer Unabhängigkeitskämpfer                                                              | 42    |       |
| 26. Juni | José Mariano Jiménez                 | mexikanischer Revolutionär                                                                        | 29    |       |
| 26. Juni | Manuel Santa María                   | Gouverneur von Nuevo Léon, Aufständischer im Mexikanischen Unabhängigkeitskrieg                   |       |       |

## Juli
| Tag      | Name                                     | Beruf, bekannt als                                                                              | Alter | Beleg |
| -------- | ---------------------------------------- | ----------------------------------------------------------------------------------------------- | ----- | ----- |
| 3. Juli  | William Chalmers                         | schwedischer Kaufmann und Direktor der schwedischen Ostindien-Kompanie                          | 62    |       |
| 6. Juli  | Friedrich Wilhelm von Thulemeyer         | preußischer Diplomat und Justizminister                                                         | 75    |       |
| 8. Juli  | Engelbert Klüpfel                        | katholischer Theologe                                                                           | 78    |       |
| 14. Juli | Johann Wilhelm Christoph von Ascheberg   | preußischer Offizier und Beamter                                                                | 61    |       |
| 14. Juli | Pierre Laujon                            | französischer Schriftsteller, Librettist, Chansonnier und Mitglied der Académie française       | 84    |       |
| 17. Juli | Christian Schkuhr                        | deutscher Botaniker                                                                             | 70    |       |
| 19. Juli | Raphaël Bienvenu Sabatier                | französischer Mediziner                                                                         | 78    |       |
| 19. Juli | Christian Gotthilf Tag                   | deutscher Kantor und Komponist                                                                  | 76    |       |
| 20. Juli | Jean-François de Bourgoing               | französischer Diplomat und Schriftsteller                                                       | 62    |       |
| 20. Juli | Hans Christoph Ludwig von der Mülbe      | königlich preußischer Generalmajor und zuletzt Kommandeur des Infanterie-Regiments Nr. 16       | 62    |       |
| 23. Juli | Abraham Abramson                         | deutscher Medailleur und Münzmeister                                                            |       |       |
| 23. Juli | Wilhelm René de l’Homme de Courbière     | preußischer Generalfeldmarschall französischer Herkunft sowie Generalgouverneur von Westpreußen | 78    |       |
| 27. Juli | George Townshend, 2. Marquess Townshend  | britischer Adliger und Politiker                                                                | 56    |       |
| 28. Juli | Heinrich Joseph von Collin               | österreichischer Schriftsteller                                                                 | 39    |       |
| 29. Juli | Richard Bache                            | Postminister in der Gründerzeit der USA                                                         | 73    |       |
| 29. Juli | William Cavendish, 5. Duke of Devonshire | britischer Adliger                                                                              | 62    |       |
| 30. Juli | Jem Belcher                              | englischer Boxer                                                                                | 30    |       |
| 30. Juli | Miguel Hidalgo                           | mexikanischer Priester und Revolutionär                                                         | 58    |       |
| 31. Juli | Konrat Boppert                           | deutscher Benediktiner, Priester und Schriftsteller                                             | 61    |       |

## August
| Tag        | Name                                      | Beruf, bekannt als                                                                                     | Alter | Beleg |
| ---------- | ----------------------------------------- | --- | ----- | ----- |
| 2. August  | Karl Siegmund von Hainsky                 | königlich preußischer Generalmajor                                                                     |       |       |
| 2. August  | William Williams                          | Delegierter für Connecticut im Kontinentalkongress, Unterzeichner der Unabhängigkeitserklärung der USA | 80    |       |
| 7. August  | Rudolf von Otto                           | österreichischer General                                                                               | 76    |       |
| 8. August  | Christian Friedrich von Abendroth         | deutscher Unternehmer und Rittergutsbesitzer                                                           | 67    |       |
| 10. August | Wilhelm Ludwig Hosch                      | deutscher pietistischer Theologe und Kirchenlieddichter                                                | 60    |       |
| 12. August | John Acton                                | italienischer Politiker und Militär englischer Abstammung                                              |       |       |
| 13. August | Hinrich Just Müller                       | deutscher Orgelbauer                                                                                   |       |       |
| 14. August | Otto Reinhold Ludwig von Ungern-Sternberg | polnischer Kammerherr und Gesandter sowie estländischer Reeder und Gutsbesitzer                        | 66    |       |
| 15. August | Jakob Christian Schlotterbeck             | deutscher Porträtmaler und Kupferstecher im Herzogtum Württemberg                                      | 54    |       |
| 16. August | Johann Gerhard Huck                       | deutscher Maler und Kupferstecher                                                                      |       |       |
| 18. August | Johann Heinrich Zang                      | deutscher Barockkomponist                                                                              | 78    |       |
| 20. August | Pompejus Brigido von Bresowitz            | Präsident der Landesadministration des Temescher Banats, Gouverneur und Militärkommandant von Triest   | 82    |       |
| 20. August | Moses Büding                              | Oberhofagent und Bankhaus-Gründer in Kassel                                                            |       |       |
| 20. August | Dorothea Wendling                         | deutsche Sopransängerin und Komponistin                                                                | 75    |       |
| 21. August | Friedrich von Balthasar                   | preußischer Beamter                                                                                    |       |       |
| 21. August | Jakob Ludwig von Grape                    | königlich preußischer Offizier, Landrat und Kammerpräsident                                            | 75    |       |
| 21. August | Barbara Zdunk                             | Justizopfer                                                                                            |       |       |
| 24. August | Johann Adam Knipper der Ältere            | deutscher Architekt und Baumeister                                                                     | 65    |       |
| 26. August | Thomas Fitzsimons                         | US-amerikanischer Offizier und Politiker                                                               |       |       |
| 27. August | Joseph Clay                               | US-amerikanischer Politiker                                                                            | 42    |       |
| 27. August | Jean-Baptiste Huet                        | französischer Maler                                                                                    | 65    |       |
| 30. August | Georg Ludwig Egidius von Köhler           | preußischer Offizier, zuletzt General der Kavallerie                                                   | 76    |       |
| 30. August | Michel Ordener                            | französischer General und Senator                                                                      | 55    |       |
| 30. August | Johan Wilhelm Palmstruch                  | schwedischer Militär, Zeichner, Kupferstecher                                                          | 41    |       |
| 31. August | Louis Antoine de Bougainville             | französischer Seefahrer und Schriftsteller                                                             | 81    |       |

## September
| Tag           | Name                               | Beruf, bekannt als                                                      | Alter | Beleg |
| ------------- | ---------------------------------- | ----------------------------------------------------------------------- | ----- | ----- |
| 2. September  | Karl Gottfried Baldauf             | deutscher Bergingenieur                                                 |       |       |
| 3. September  | Ignaz Fränzl                       | deutscher Komponist, Kapellmeister, Geiger und Bratschist               | 75    |       |
| 4. September  | Friedrich von Buxhoeveden          | deutsch-baltischer General                                              | 60    |       |
| 4. September  | Matsumura Goshun                   | japanischer Maler                                                       | 59    |       |
| 6. September  | Georg Koës                         | dänischer Altphilologe                                                  | 29    |       |
| 6. September  | Johann Georg Lehmann               | deutscher Geodät und Kartograf                                          | 46    |       |
| 7. September  | James Sloan                        | US-amerikanischer Politiker                                             |       |       |
| 8. September  | Peter Simon Pallas                 | Naturforscher und Geograph                                              | 69    |       |
| 8. September  | Andrejan Dmitrijewitsch Sacharow   | russischer Architekt                                                    | 50    |       |
| 12. September | Anton Theodor von Colloredo        | Erzbischof von Olmütz; Kardinalpriester der Römisch-Katholischen Kirche | 82    |       |
| 13. September | Hans Momsen                        | deutscher Landwirt und Astronom                                         | 75    |       |
| 16. September | Jakob Adam                         | österreichischer Kupferstecher                                          | 62    |       |
| 16. September | Georg Friedrich von Dittmer        | deutscher Kaufmann und Bankier                                          | 84    |       |
| 17. September | Anna Margaretha Zwanziger          | deutsche Serienmörderin                                                 | 51    |       |
| 18. September | André Rigaud                       | haitianischer Politiker                                                 |       |       |
| 18. September | Jean Trembley                      | Schweizer Mathematiker und Philosoph                                    | 62    |       |
| 21. September | Ferdinand Tige                     | österreichischer General der Kavallerie und Hofkriegsratspräsident      | 92    |       |
| 22. September | William Lyman                      | US-amerikanischer Politiker                                             | 55    |       |
| 24. September | Wilhelm Gottlieb Friedrich Beitler | deutscher Mathematiker und Astronom                                     | 66    |       |
| 26. September | Christian Friedrich von Matthäi    | deutscher Altphilologe                                                  | 67    |       |
| 27. September | Ezra L’Hommedieu                   | US-amerikanischer Politiker                                             | 77    |       |
| 28. September | Eleanor Calvert                    | Schwiegertochter von Martha Washington                                  |       |       |
| 30. September | Mary Coke                          | englische Adlige und Tagebuchschreiberin                                | 84    |       |
| 30. September | Thomas Percy                       | englischer Bischof von Dromore und Poet                                 | 82    |       |

## Oktober
| Tag         | Name                                | Beruf, bekannt als                                                   | Alter | Beleg |
| ----------- | ----------------------------------- | -------------------------------------------------------------------- | ----- | ----- |
| 2. Oktober  | Petrus Nicolaas Gagini              | Schweizer Stuckateur                                                 | 66    |       |
| 3. Oktober  | Heinrich Gentz                      | deutscher Architekt und preußischer Baubeamter                       | 45    |       |
| 3. Oktober  | Georg David Richerz                 | deutscher Jurist und Lübecker Bürgermeister                          | 68    |       |
| 4. Oktober  | Rudolf von Hammerstein              | hannoveranischer General                                             | 76    |       |
| 5. Oktober  | Samuel Maclay                       | US-amerikanischer Politiker                                          | 70    |       |
| 5. Oktober  | James Ogilvy, 7. Earl of Findlater  | schottischer Adliger, Graf und Peer von Schottland                   | 61    |       |
| 9. Oktober  | Filippo Casoni                      | italienischer Kardinal, Titularerzbischof und Kardinalstaatssekretär | 78    |       |
| 10. Oktober | Johann Ludwig von Wallmoden-Gimborn | Generalmajor und Kunstsammler                                        | 75    |       |
| 11. Oktober | Johann Conrad Ammann                | Schweizer Arzt, Naturalien- und Kunstsammler                         | 86    |       |
| 12. Oktober | Georg Gotthold Monse                | deutscher Buchdrucker                                                | 60    |       |
| 13. Oktober | Johann Friedrich Schubert           | deutscher Geiger und Komponist                                       | 41    |       |
| 15. Oktober | Nathaniel Dance-Holland             | britischer Portraitmaler und Politiker                               | 76    |       |
| 17. Oktober | Wilhelm Schneider                   | deutscher Komponist und Pianist                                      | 30    |       |
| 20. Oktober | Franz von Wittken                   | preußischer Offizier und Träger des Pour le Mérite                   | 43    |       |
| 23. Oktober | Leonard Meister                     | Schweizer Lehrer, Politiker und evangelischer Geistlicher            | 69    |       |
| 28. Oktober | Cosmas Schmalfus                    | böhmischer Augustiner                                                | 81    |       |
| 31. Oktober | Albert Friedrich von Anhalt-Dessau  | Prinz von Anhalt-Dessau                                              | 61    |       |
| 31. Oktober | Christian Gotthilf Salzmann         | Pädagoge                                                             | 67    |       |
| Oktober     | Ulrich Jasper Seetzen               | deutscher Arzt, Gelehrter, Naturforscher, Reisender und Orientalist  | 44    |       |

## November
| Tag          | Name                            | Beruf, bekannt als                                                                   | Alter | Beleg |
| ------------ | ------------------------------- | ------------------------------------------------------------------------------------ | ----- | ----- |
| 2. November  | Adam Moralt                     | deutscher Musiker                                                                    | 63    |       |
| 8. November  | Karl Christoph Förster          | Pfarrer und Kirchendichter                                                           | 60    |       |
| 8. November  | Jabez Upham                     | US-amerikanischer Politiker                                                          | 47    |       |
| 10. November | Heinrich Gottlieb Zerrenner     | deutscher Schriftsteller und evangelischer Generalsuperintendent                     | 61    |       |
| 12. November | Nikolaus Betscher               | deutscher Komponist                                                                  | 66    |       |
| 12. November | August Violand                  | deutscher Komponist                                                                  | 61    |       |
| 15. November | Joseph Pignatelli               | spanischer Jesuit und Priester, Heiliger der katholischen Kirche                     | 73    |       |
| 16. November | Joseph Hamilton Daviess         | US-amerikanischer Major und Kommandant der Dragoner der Bürgerwehr (Indiana)         | 67    |       |
| 18. November | Daniel Ludwig von Crousaz       | preußischer Generalmajor, Chef des Infanterie-Regiments Nr. 39, Kommandant von Posen | 65    |       |
| 19. November | Moritz Wilhelm von der Asseburg | preußischer Geheimer Kriegsrat und Bürgermeister                                     | 55    |       |
| 20. November | Edmonda Bulla                   | deutsche Theaterschauspielerin                                                       |       |       |
| 21. November | Heinrich von Kleist             | deutscher Dramatiker, Erzähler, Lyriker und Publizist                                |       |       |
| 21. November | Henriette Vogel                 | Freundin Heinrich von Kleists                                                        | 31    |       |
| 23. November | Carl Friedrich Fintelmann       | Königlicher Hofgärtner im Küchengarten von Schloss Charlottenburg                    | 73    |       |
| 26. November | Carl Philipp von Owstin         | preußischer General der Infanterie                                                   | 75    |       |
| 27. November | Immanuel Gottlieb Elwert        | Cannstatter Arzt und Freund Friedrich Schillers                                      | 52    |       |
| 27. November | Gaspar Melchor de Jovellanos    | spanischer Staatsmann und Schriftsteller                                             | 67    |       |
| 27. November | Andrew Meikle                   | schottischer Erfinder                                                                |       |       |
| 29. November | Ernst Wilhelm von Hamilton      | preußischer Generalmajor                                                             | 67    |       |

## Dezember
| Tag          | Name                                  | Beruf, bekannt als                                                               | Alter | Beleg |
| ------------ | ------------------------------------- | -------------------------------------------------------------------------------- | ----- | ----- |
| 1. Dezember  | Louis Abel Beffroy de Reigny          | französischer Dramatiker, satirischer Dichter und Journalist                     | 54    |       |
| 2. Dezember  | Jacob Matthias Schmutzer              | österreichischer Kupferstecher                                                   |       |       |
| 4. Dezember  | Johann Friedrich Funk                 | Schweizer Bildhauer                                                              | 66    |       |
| 5. Dezember  | Joseph Markl                          | österreichischer Zisterzienser und Abt des Stifts Lilienfeld                     | 59    |       |
| 7. Dezember  | Benjamin Zix                          | deutsch-französischer Maler                                                      | 39    |       |
| 9. Dezember  | Johann Christian Friedrich Flemming   | deutscher Orgelbauer                                                             | 66    |       |
| 9. Dezember  | Friedrich Lothar von Stadion          | Domherr und Diplomat                                                             | 50    |       |
| 11. Dezember | Seweryn Rzewuski                      | polnischer Dichter, Generaladjutant, Woiwode und Großhetman der polnischen Krone | 68    |       |
| 11. Dezember | Ludwig Ernst von Voß                  | preußischer Generalleutnant, Chef des Dragonerregiments Nr. 11                   | 77    |       |
| 12. Dezember | Gottlieb Tobias Wilhelm               | deutscher Schriftsteller mit Schwerpunkt Naturgeschichte                         | 53    |       |
| 13. Dezember | Wilhelm von Stutterheim               | österreich-ungarischer Feldmarschallleutnant                                     | 41    |       |
| 16. Dezember | Samuel Daniell                        | britischer Maler                                                                 |       |       |
| 18. Dezember | Johann Gottlieb Lindner               | deutscher Pädagoge, Historiker und Autor                                         | 85    |       |
| 20. Dezember | Katharina von Holstein-Beck           | Tochter von Peter August Herzog von Holstein-Beck                                | 61    |       |
| 21. Dezember | Wilhelm Heinrich Adolf von Kalckreuth | preußischer Generalleutnant                                                      | 76    |       |
| 21. Dezember | Johanne Friederike Lohmann            | deutsche Schriftstellerin                                                        | 62    |       |
| 21. Dezember | Luise von Brandenburg-Schwedt         | Herzogin von Anhalt                                                              | 61    |       |
| 21. Dezember | Peter Parker, 1. Baronet              | britischer Admiral                                                               |       |       |
| 23. Dezember | Pedro José Blanco                     | spanischer Komponist, Organist und Harfenist                                     |       |       |
| 24. Dezember | Karl David Ackermann                  | deutscher Schauspieler, Sänger und Brauereibesitzer                              |       |       |
| 24. Dezember | Gregorio García de la Cuesta          | spanischer General-Kapitän und Präsident des Obersten Rates von Kastilien        | 70    |       |
| 25. Dezember | Joseph Antoine Morio                  | französischer Graf und Kriegsminister des Königreich Westphalens                 | 40    |       |
| 25. Dezember | Benjamin Vulliamy                     | englischer Uhr- und Chronometermacher                                            | 64    |       |
| 26. Dezember | George William Smith                  | US-amerikanischer Politiker                                                      |       |       |
| 26. Dezember | Abraham B. Venable                    | US-amerikanischer Politiker                                                      | 53    |       |
| 27. Dezember | Ludwig Schubart                       | deutscher Schriftsteller und preußischer Legationssekretär                       | 46    |       |
| 30. Dezember | George Woodford Thellusson            | britischer Politiker                                                             | 47    |       |

## Datum unbekannt
| Tag | Name                             | Beruf, bekannt als                                                                           | Alter | Beleg |
| --- | -------------------------------- | -------------------------------------------------------------------------------------------- | ----- | ----- |
|     | Joseph Michael Böheim            | deutscher Theaterschauspieler und Lyriker                                                    |       |       |
|     | Archibald Dalzel                 | britischer Sklavenhändler, Historiker, Abenteurer und Gouverneur der Goldküste (heute Ghana) |       |       |
|     | Benjamin Veitel Ephraim          | preußischer Hoffaktor, Diplomat und Unternehmer                                              |       |       |
|     | Sally Fairfax                    | erste Liebe von George Washington                                                            |       |       |
|     | Fay Na                           | Herrscher im Reich Champasak                                                                 |       |       |
|     | Gelelemend                       | Häuptling der Lenni Lenape                                                                   |       |       |
|     | John Gray                        | britischer Wirtschaftswissenschaftler                                                        |       |       |
|     | Carl Friedrich von Hamberger     | preußischer Generalleutnant                                                                  |       |       |
|     | Johann Jakob Kohlhaas            | deutscher Mediziner und Botaniker                                                            |       |       |
|     | Johann Gottfried Krug            | deutscher Orgelbauer                                                                         |       |       |
|     | Joseph Leitkrath                 | deutscher Maler des Rokoko                                                                   |       |       |
|     | Jacques-Raymond Lucotte          | französischer Architekt und Enzyklopädist                                                    |       |       |
|     | Eugen Montag                     | letzter Abt des Zisterzienserklosters Ebrach                                                 |       |       |
|     | Nu                               | Herrscher des Königreichs Champasak                                                          |       |       |
|     | Joseph Anton Pozzi               | Tessiner Stuckateur                                                                          |       |       |
|     | Vincenzo Raimondini              | italienischer Geologe                                                                        |       |       |
|     | Jean-Arnaud Raymond              | französischer Architekt                                                                      |       |       |
|     | Johann Jakob Rieger              | deutscher Maler und Grafiker                                                                 |       |       |
|     | Said ibn Ahmad                   | Imam von Oman                                                                                |       |       |
|     | Fidel Sporer                     | deutscher Bildhauer des Rokoko                                                               |       |       |
|     | Johann Eberhard August von Voigt | deutscher Hofrat und Geheimer Kanzleisekretär                                                |       |       |
|     | Ebenezer Zane                    | US-amerikanischer Pionier, Straßenbauer und Grundstückspekulant                              |       |       |